# Brachylacon beardsleyi
Brachylacon beardsleyi är en skalbaggsart som beskrevs av Ohira och Becker 1978. Brachylacon beardsleyi ingår i släktet Brachylacon och familjen knäppare. Inga underarter finns listade i Catalogue of Life.